# 通容
通容是一個與五代後漢有關的年号，只出現於《龍池石塊記》，該年號在中國正史裡並未記載。
據濟源縣濟瀆廟《龍池石塊記》記載，首稱「大漢通容元年太歲甲辰，其年大旱」。陸耀遹認為甲辰為晋出帝石重貴改元開運之年，之後劉知遠在開運四年（947年）二月即位為皇帝，沿用天福年號，稱天福十二年。同年六年改國號為漢，明年正月改元為乾祐元年，汉隐帝劉承祐即位後沿用至後漢滅亡，未改年號。而甲辰年時後漢尚未建國，後漢立朝四年，也沒有用「通容」來紀年，大概在晉出帝改元開運之時，劉知遠就自用通容紀年，到了劉知遠稱帝才改用天福紀年，以表達對石重貴的厭惡而非背棄石敬瑭。陸耀遹以石刻記載來推斷，劉知遠廢除開運年號在晉出帝初立之時，不是在後晉滅亡之時。此「通容」年號史家未來得及記載而已。陸增祥認為在石重貴改元開運之時，劉知遠仍舊使用天福年號，並未使用「通容」紀年，也並未自號「大漢」。
梁玉繩認為「通容」是漢隱帝劉承祐追改後晉紀年，以便把這三年大破契丹大軍的武功事績劃歸在其父劉知遠，既可以抹除開運年號用天福紀年，也可以更改後晉年號改稱通容年號。

## 龍池石塊記
大漢通容元年太歲甲辰，其年大旱，有懷州河內縣界溝村百姓李繼安，為商泛湖，迴至君山廟，祭奠次，忽見一人衣朱衣，形儀有異，將書一封，稱達至懷州西七十里，濟源縣縣西北約三里，有一龍池，前有石一塊，但擊此石，必有人出，其形差異，但勿驚畏。此書玉皇敕下濟瀆神行雨，子至彼，當得賞錢二百貫。李繼安以書扣石，事悉皆驗。
大宋開寶六年四月念，一日重書此記。

## 紀年
| 通容 | 元年     |
| ---- | -------- |
| 西元 | 944年    |
| 干支 | 甲辰     |
| 後晉 | 開運元年 |

## 同期存在的其他政權年號
- 中國
  - 開運（944年－946年）：后晋—石重貴之年號
  - 保大（943年－957年）：南唐—李璟之年號
  - 天德（943年－945年）：殷—王延政之年號
  - 天福（944年）：閩時期—朱文進尊奉後晉之年號
  - 乾和（943年－958年）：南汉—劉晟之年號
  - 廣政（938年－965年）：後蜀—孟昶之年號
  - 文德（938年－944年）：大理—段思平之年號
  - 會同（938年－947年）：契丹—耶律德光之年號
  - 同慶（912年－966年）：于闐—尉遲烏僧波之年號
- 日本
  - 天慶（938年－947年）：朱雀天皇、村上天皇之年號